# Psychotria valetoniana
Psychotria valetoniana är en måreväxtart som beskrevs av Seymour Hans Sohmer. Psychotria valetoniana ingår i släktet Psychotria och familjen måreväxter. Inga underarter finns listade i Catalogue of Life.